# Pandanus gilbertanus
Pandanus gilbertanus är en enhjärtbladig växtart som beskrevs av Ugolino Martelli. Pandanus gilbertanus ingår i släktet Pandanus och familjen Pandanaceae.
Artens utbredningsområde är Gilbertöarna. Inga underarter finns listade.